# Comedy Queen
Comedy Queen är en svensk dramakomedi från 2022 i regi av Sanna Lenken. Manuset är skrivet av Linn Gottfridsson och bygger på Jenny Jägerfelds roman med samma namn. I de större rollerna syns Sigrid Johnson, Oscar Töringe. och Ellen Taure.  
Inför Guldbaggegalan 2023 nominerades Comedy Queen till sex priser, bland annat Bästa film, Bästa regi, Bästa kvinnliga huvudroll och Bästa manliga huvudroll.

## Handling
13-åriga Sasha drömmer om att bli ståuppkomiker. Hemma påminner allt om mamma som inte längre lever men Sasha vägrar att gråta. I hemlighet skriver hon en lista på allt hon måste göra för att bearbeta sorgen: raka av sig håret, sluta läsa böcker, tacka nej till världens gulligaste hundvalp och bli ståuppkomiker.

## Rollista i urval
| Sigrid Johnson           | Sasha  |
| Oscar Töringe            | Abbe   |
| Anna Bjelkerud           | farmor |
| Iggy Malmborg            | Ossie  |
| Camila Bejarano Wahlgren | Linn   |
| Ellen Taure              | Märta  |
| Adam Daho                | John   |